# Ayase
Ayase（あやせ、1994年〈平成6年〉4月4日 - ）は、日本の男性ミュージシャン。音楽ユニットYOASOBIのメンバー。
山口県宇部市出身。ソニー・ミュージックエンタテインメント所属。

## 来歴

### 幼少期・バンドマン時代
物心ついたときから当たり前のように家にピアノが置いてあり、ピアノの先生だった祖母と一緒に遊び感覚で3～4歳からピアノを弾いていた。小学生になってから「本気でピアノをやりたい」と思うようになり、本格的なピアノ教室に通い始め、中学生の頃まではずっとピアノを弾いていた。
作曲を始めたのは小学校高学年の時で、親からクリスマスプレゼントとしてアコースティックギターを買ってもらったことがきっかけだった。そのギターで椎名林檎の曲を練習し、その曲のコード進行に合うメロディーを自分でつけてみたのが一番最初に作った曲だという。
中学2年生の時にEXILEやaikoなどの音楽に影響を受け、歌が好きであることを自覚し、プロの歌手を志すようになる。
高校在学中の16歳の時にロックバンド「Davinci」を結成。ボーカル兼バンドのリーダーを務め、本格的に曲作りを始める。「バンド活動をするから学校に行く暇がない、行く必要もない」と主張し、高校を1年で中退。
Davinciは当初山口県周南市を拠点とし、地元の山口県・福岡県を中心に活動した後2016年に東京へ進出、全国的な活動を展開する。結成から合わせて9年間活動を続けたが、2018年10月に重度の出血性胃潰瘍を患いバンド活動を休止。

### ボカロP、YOASOBIメンバーとして
入院中に一人で出来る音楽を求めて制作を開始し、2018年12月24日にボカロPとしてニコニコ動画とYouTubeにVOCALOIDを使用した初の楽曲「先天性アサルトガール」を投稿する。
2019年4月30日に投稿された7曲目「ラストリゾート」で初の殿堂入り（10万回再生）。11月17日に開催されたTHE VOCALOiD M@STER43より発売された1st EP『幽霊東京』は当日即完売。2021年現在もデジタル盤ダウンロードやBOOTHでCDの購入が可能である。11月22日に投稿されたにじさんじ所属バーチャルYouTuber・緑仙の楽曲「エヴァーグリーン」の作詞、作曲、編曲を担当。これが初の楽曲提供となる。また、11月には幾田りら (ikura) と共に「小説を音楽にする」ユニット「YOASOBI」を結成し、翌月同ユニットで1stシングル「夜に駆ける」をリリースした。
2020年3月24日に、VOCALOIDを使用した楽曲「シニカルナイトプラン」のミュージックビデオをYouTubeとニコニコ動画に投稿。それから2日後、ニコニコ動画では〈VOCALOID〉、〈初音ミク〉タグでランキング1位を獲得し、YouTubeではすでに10万再生を突破した。7月16日に、活動休止状態だったDavinciが解散。7月19日（18日27時〜29時）に「YOASOBIのオールナイトニッポン0(ZERO)」にてikuraと共にパーソナリティを担当。12月31日に、YOASOBIのメンバーとしてNHK紅白歌合戦に初出場を果たす。
2021年1月6日に、YOASOBIとして初のCD作品『THE BOOK』及び タワーレコード限定で『THE BOOK』の収録曲を初音ミクがカバーした作品『MIKUNOYOASOBI』をリリース。3月31日（30日24時〜24時53分)より、「YOASOBIのオールナイトニッポンX(クロス)」にてikuraと共に火曜日パーソナリティを担当。4月9日に、3月31日付で宇部市の「宇部ふるさと大使」に就任したことが、委嘱した宇部市より発表された。2021年の年間Billboard JAPAN作詞家チャート“TOP Lyricists”と、作曲家チャート“TOP Composers”で1位を獲得、2冠を達成した。
2023年2月24日に、文春より発表された記事について、自身のTwitterにて、アニメーション作家の藍にいなと交際していることを発表。
YOASOBIの楽曲として2023年4月12日にリリースされた19thシングル「アイドル」では、作曲者として2023年の第65回日本レコード大賞の作曲賞、2025年のMUSIC AWARDS JAPAN 2025では作詞・作曲者として「クリエイター特別賞 Song of the Year for Creators presented by JASRAC」を受賞した。

## 人物
14歳のときに両親に「歌手になりたい」と伝えたが、本人曰く「当時は分かりやすくグレていた」こともあり、両親には反対されるというより「勉強しなさい！ 学校に行きなさい！」と言われていた。その頃について「“本気で音楽がやりたい”と“グレて学校に行きたくない”という気持ちが重なり、『音楽やるから勉強なんて必要ない！』と思っていました。音楽を学校に行かない理由に使っていた部分もあったと思います」と語っている。「実際は、学校に通いながらもバンド活動できるのに」バンド活動を口実に高校を中途退学し、「両親も僕が本気で音楽の道に進もうと思っているのかを疑っていたと思います。でも、16歳のときにバンド活動を始めて曲を作り、毎月3～4本ライブしていたので、真剣さが徐々に伝わり、自然と応援してくれるようになりました」と音楽の道に進んだ当時について述べている。
ボカロP転向後、しばらくは収益がほとんど無い状態だった。2020年に「夜に駆ける」が大ヒットする以前は「本当にバイトがないとやっていけない状態」で、家も借りられない程お金が無かったため、先に上京していた妹二人の住む「2DKのDK部分」に住み、キッチンを見ながら寝ていたという。楽曲の制作はPCと楽曲制作ソフトだけで行っており、「周りの人にはもっと機材をそろえた方がいいと驚かれます」と語っている。
「たばこを吸っているとき、トイレに行っているとき、シャワーを浴びているとき、根を詰めて作業をした後にふと立ち上がって無心になっているときに楽曲を制作したくなる」と語っており、最初にメロディが降りてきて、そこに歌詞を乗せていくスタイルとしている。

## ディスコグラフィ

### シングル

#### 配信限定シングル
|     | 配信日        | タイトル                |
| --- | ------------- | ----------------------- |
| 1st | 2021年9月8日  | 夜撫でるメノウ/幽霊東京 |
| 2nd | 2022年9月30日 | 飽和/シネマ             |
| 3rd | 2023年1月6日  | SHOCK!                  |
| 4th | 2024年9月6日  | From Now!               |

### アルバム

#### オリジナルアルバム
|     | 発売日         | タイトル      | 品番                  | 最高位 |
| --- | -------------- | ------------- | --------------------- | ------ |
| 1st | 2019年11月23日 | 幽霊東京      | YRGG-0001             |        |
| 2nd | 2021年1月6日   | MIKUNOYOASOBI | UXCL-249 (TGCS-11935) | 15位   |

### CD未収録/未配信の楽曲
|     | 投稿日         | タイトル               | 備考                  |
| --- | -------------- | ---------------------- | --------------------- |
| 1st | 2018年12月24日 | 先天性アサルトガール   | ボカロPとしての処女作 |
| -   |                | アンチソーシャルパーク | 現在は非公開          |
| -   |                | 彩愛のロキシー         | 現在は非公開          |
| 2nd | 2019年1月21日  | 泣いてない             |                       |
| 3rd | 2019年6月7日   | 人間モドキ             |                       |
| 4th | 2020年3月24日  | シニカルナイトプラン   |                       |
| 5th | 2020年6月22日  | よくばり               |                       |

### 楽曲提供
| 発売日         | アーティスト                                                           | 曲名                   | 収録作品                                              | レーベル                       | 備考                           |
| -------------- | ---------------------------------------------------------------------- | ---------------------- | ----------------------------------------------------- | ------------------------------ | ------------------------------ |
| 2020年11月11日 | さとみ                                                                 | ワンダラー             | 『Never End』                                         | STPR Records                   | 作詞・作曲・編曲               |
| 2020年11月16日 | LiSA×Uru                                                               | 再会                   | 『再会（produced by Ayase）』                         | THE FIRST TAKE MUSIC           | 作詞・作曲・編曲・プロデュース |
| 2020年12月16日 | Sindbaad（Hey! Say! JUMP）                                             | 千夜一夜               | 『Fab! -Music speaks.-』                              | ジェイ・ストーム               | 作詞・作曲・編曲               |
| 2020年12月23日 | TTJ                                                                    | シャウト!              | 『シャウト!』                                         | 青春原盤制作所                 | 作詞・作曲・編曲・プロデュース |
| 2021年1月13日  | 原因は自分にある。                                                     | スノウダンス           | 『多世界解釈』                                        | SDR                            | 作詞・作曲・編曲               |
| 2021年3月17日  | しゅーず                                                               | ネバーエンディング     | 『Velvet Night』                                      | ポニーキャニオン               | 作詞・作曲                     |
| 2021年5月9日   | 緑仙                                                                   | エヴァーグリーン       | 『エヴァーグリーン』                                  | にじさんじ                     | 作詞・作曲・編曲               |
| 2021年5月12日  | THE BINARY（mido）                                                     | 命が泣いていたんだ     | 『Jiu』                                               | THE BINARY                     | 作詞・作曲・編曲               |
| 2021年8月20日  | 森七菜                                                                 | 深海                   | 『深海』                                              | gr8!records                    | 作詞・作曲・編曲・プロデュース |
| 2021年10月15日 | LiSA                                                                   | 往け                   | 『往け』                                              | SACRA MUSIC                    | 作曲・コーラス                 |
| 2021年10月27日 | リグレット（CV:香里有佐）                                              | オルターガーデン       | 『Caligula2-カリギュラ2- オリジナルサウンドトラック』 | FURYU Corporation              | 作詞・作曲                     |
| 2021年11月17日 | Vivid BAD SQUAD（プロジェクトセカイ カラフルステージ! feat. 初音ミク） | シネマ                 | 『RAD DOGS/シネマ』                                   | ブシロードミュージック         | 作詞・作曲                     |
| 2022年1月5日   | Poppin'Party                                                           | イントロダクション     | 『ぽっぴん'どりーむ！』                               | ブシロードミュージック         | 作詞・作曲・編曲               |
| 2022年4月23日  | VALIS                                                                  | 開幕ゼノパレード       | 『覚醒ヒストリア』                                    | VIRTUAL CIRCUS VALIS           | 作詞・作曲・編曲               |
| 2022年11月2日  | IDOLiSH7（アイドリッシュセブン）                                       | WONDER LiGHT           | 『WONDER LiGHT』                                      | ランティス                     | 作曲・編曲                     |
| 2023年1月25日  | 星街すいせい                                                           | みちづれ               | 『Specter』                                           | cover corp.                    | 作詞・作曲・編曲               |
| 2023年2月1日   | Uru                                                                    | 脱・借りてきた猫症候群 | 『コントラスト』                                      | ソニー・ミュージックレーベルズ | 作曲                           |
| 2023年4月12日  | 鈴木雅之                                                               | 道導                   | 『SOUL NAVIGATION』                                   | Epic                           | 作詞・作曲                     |
| 2023年6月2日   | TOP4（キヨ・レトルト・牛沢・ガッチマン）                               | フォーマンセル         | 『フォーマンセル』                                    | room NB Inc.                   | 作詞・作曲                     |
| 2024年12月6日  | Ado                                                                    | Episode X              | 『劇場版ドクターX』                                   | Universal Music LLC            | 作詞・作曲・編曲               |

### 音源提供
| 年月      | 作品                                   |
| --------- | -------------------------------------- |
| 2021年4月 | Bitter Sweet Samba -Ayase Remix-       |
| 2022年6月 | 東急歌舞伎町タワー ブランドロゴ音源    |
| 2025年6月 | VAULTROOM、Crazy Raccoon「MADTOWN」BGM |

### 参加作品
| 発売日        | アーティスト               | タイトル     | 収録作品                                          | 規格                       | 備考 |
| ------------- | -------------------------- | ------------ | ------------------------------------------------- | -------------------------- | --- |
| 2021年2月26日 | 缶缶 & Ayase               | 睡魔         | 『ROAR』                                          | CDアルバム                 | 缶缶のアルバム5曲目に収録。2021年5月8日に配信リリース。                                                                                          |
| 2022年3月20日 | Creepy Nuts×Ayase×幾田りら | ばかまじめ   | 『ばかまじめ』                                    | 配信限定シングル           | Ayaseと幾田りらはYOASOBIとしてユニットを組んでいるが、本作は同ユニットのコンセプトには当てはまらない為、それぞれの名義での参加となっている。     |
| 2022年3月30日 | Ayase×Ado                  | 立ち入り禁止 | 『～転生～』                                      | トリビュート・アルバム     | まふまふの楽曲『立ち入り禁止』のカバー。アルバム4曲目に収録。                                                                                    |
| 2023年7月6日  | Ayase×R-指定               | 飛天         | 『飛天』                                          | 配信限定シングル           | |
| 2023年7月26日 | Ayase feat. 初音ミク       | HERO         | 『初音ミク「マジカルミライ 2023」OFFICIAL ALBUM』 | CDアルバム                 | 1曲目に収録。ミュージックビデオの制作は藍にいなが担当。                                                                                          |
| 2023年8月11日 | DREAMERS                   | キラキラキラ | 『龍宮城』                                        | コンピレーション・アルバム | DREAMERS（Ayase、syudou、すりぃ、ツミキ）によるアルバム1曲目に収録。「初音ミク マジカルミライ 2023」クリエイターズマーケットにて会場限定で販売。 |

## タイアップ一覧
| 起用年 | 曲名                             | タイアップ                                                        |
| ------ | -------------------------------- | ----------------------------------------------------------------- |
| 2021年 | Bitter Sweet Samba -Ayase Remix- | ニッポン放送『オールナイトニッポンX』オープニングテーマ           |
| 2022年 | ばかまじめ                       | オールナイトニッポン55周年記念公演『あの夜を覚えてる』主題歌      |
| 2023年 | SHOCK!                           | テレビアニメ『Buddy Daddies』オープニングテーマ                   |
| 2023年 | HERO                             | 複合イベント『初音ミク「マジカルミライ 2023」』テーマソング       |
| 2023年 | 飛天                             | テレビアニメ『るろうに剣心 －明治刺客浪漫譚－』オープニングテーマ |
| 2024年 | From Now!                        | iOS・Androidアプリ『モンスターハンターNow』コラボ曲               |

## 受賞とノミネート
| 年     | 賞名                    | カテゴリ                                                             | 受賞対象                       | 結果 | 出典   |
| ------ | ----------------------- | -------------------------------------------------------------------- | ------------------------------ | ---- | ------ |
| 2023年 | 第65回日本レコード大賞  | 作曲賞                                                               | Ayase（『アイドル』YOASOBI）） | 受賞 | [ 21 ] |
| 2025年 | MUSIC AWARDS JAPAN 2025 | クリエイター特別賞 Song of the Year for Creators presented by JASRAC | Ayase（「アイドル」YOASOBI）   | 受賞 | [ 22 ] |

## メディア出演
- SWITCHインタビュー 達人達「北川悦吏子×Ayase(YOASOBI)」（2021年12月18日、NHK Eテレ）[59]